# Brandýs nad Labem-Stará Boleslav
Brandýs nad Labem-Stará Boleslav (pronunție în cehă [ˈbrandiːs ˈnad labɛm ˈstaraː ˈbolɛslaf]; în germană Brandeis și Altbunzlau) este o pereche de orașe unite administrativ din districtul Praga-Est din regiunea Boemia Centrală a Republicii Cehe. Are aproximativ 20.000 de locuitori și este a doua cea mai mare pereche de orașe unite din Cehia după Frýdek-Místek.
Stará Boleslav este cunoscut ca un important loc de pelerinaj, care este cel mai vechi din Boemia. Există mai multe monumente importante. Centrele istorice din Brandýs nad Labem și Stará Boleslav sunt bine conservate și sunt protejate prin lege ca două zone cu monumente culturale urbane.

## Părți administrative
Comuna este alcătuită din orașele Brandýs nad Labem și Stará Boleslav și satul Popovice.

## Geografie

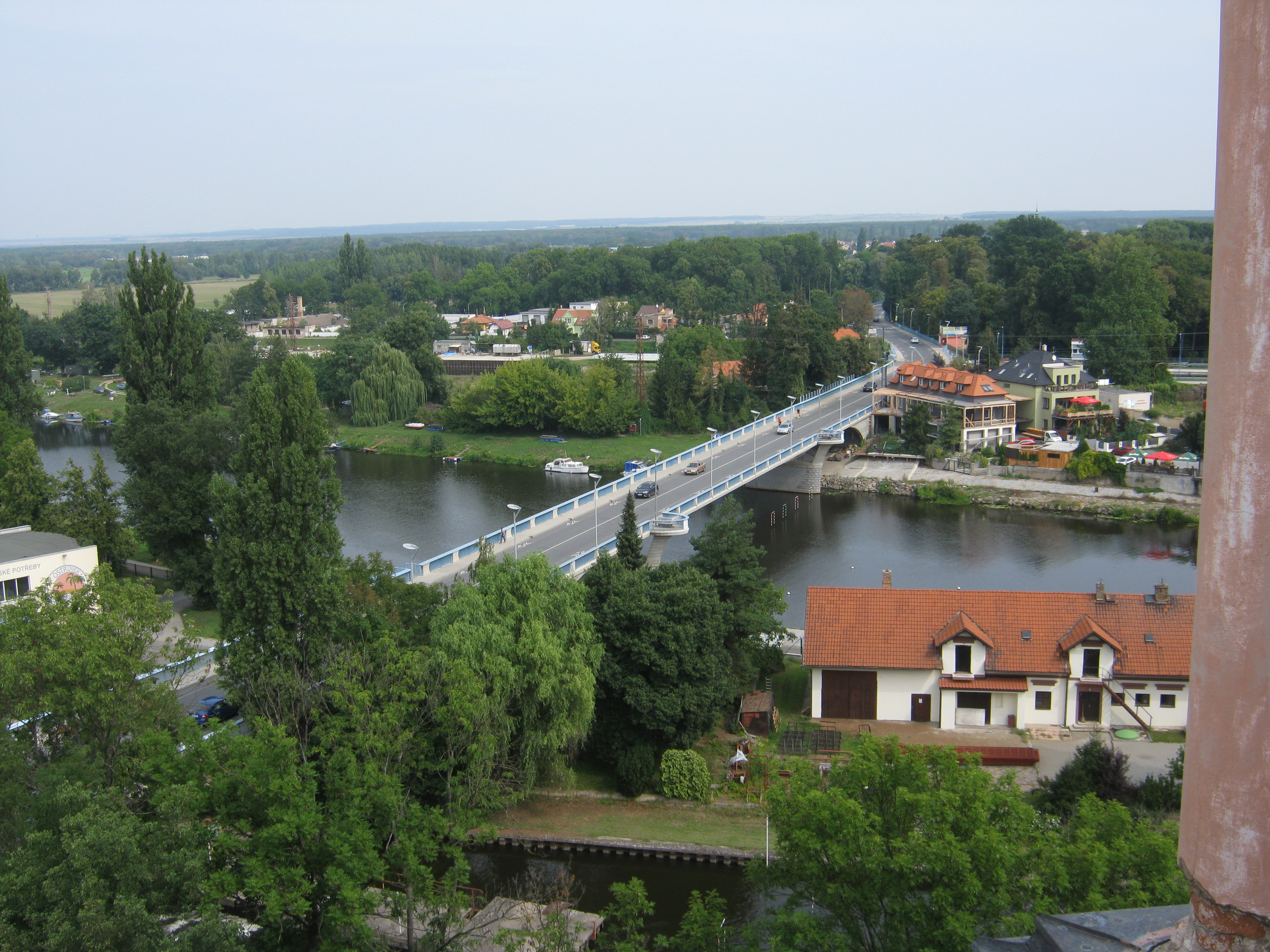
Pod peste Elba

Brandýs nad Labem-Stará Boleslav este situat la aproximativ 12 kilometri nord-est de Praga. Se află într-un peisaj plat al platoului Elba Centrală (Středolabská tabule), în inima regiunii agricole Polabí⁠(d). Brandýs nad Labem-Stará Boleslav se află pe râul Elba, Brandýs nad Labem pe malul stâng și Stará Boleslav pe malul drept.
În partea de nord a comunei se află lacul Proboštské, care este un lac artificial creat prin inundarea unei cariere de pietriș. Este folosit în scopuri recreative.

## Istorie
În jurul anului 900, în timpul domniei ducelui Spytihněv I, în zona Stará Boleslav a fost înființată un gord (o așezare fortificată medievală slavonă). În prima treime a secolului al X-lea, când aici a locuit ducele Boleslau I, șanțurile au fost înlocuite cu ziduri de piatră, iar o așezarea a fost numită Boleslav după duce. În acea perioadă, aici se afla deja Biserica Sfinții Cosma și Damian. Lângă poarta bisericii, Boleslau I l-a ucis pe fratele său, ducele Venceslau, la 28 septembrie 935 (sau 929). După moartea sa, Venceslau a fost proclamat sfânt de către biserică și a devenit sfântul patron al națiunii cehe, precum și un simbol al întăririi morale în perioadele grele. Astfel, Stará Boleslav a devenit ulterior un important loc de pelerinaj.
După 1039, ducele Bretislav I a înființat o nouă bazilică romanică dedicată Sfântului Venceslau la locul crimei. Mai mult, Bretislav I a cerut ca în 1052 să fie construit lângă bazilică Capitolul colegial al Sfinților Cosma și Damian, cel mai vechi din Boemia.
În secolul al XIV-lea, regii Carol al IV-lea și Venceslau al IV-lea obișnuiau să viziteze adesea orașul pentru a vânași au construit noi fortificații ale orașului. În timpul Războaielor Husite (1419–1434), castelul din Stará Boleslav a fost incendiat.
Brandýs a fost fondat la începutul secolului al XIV-lea în jurul unui mic castel construit la sfârșitul secolului al XIII-lea și începutul secolului al XIV-lea. Un oraș cu o fortăreață a apărut treptat. La sfârșitul secolului al XV-lea, în Brandýs a fost construit un castel, în care a fost încorporat un turn din prima cetate originală. În timpul Războiului de Treizeci de Ani, atât Stará Boleslav, cât și Brandýs au fost distruse aproape în totalitate. În a doua jumătate a secolului al XVII-lea, Stará Boleslav și-a recăpătat faima anterioară datorită cultului Fecioarei Maria.
În secolul al XVIII-lea, ambele orașe au început să se dezvolte, dar au fost din nou afectate de războaie. În timpul Războiului de Șapte Ani din 1757, o parte din orașul Stará Boleslav a fost incendiat. Generalul prusac Hartwig Karl von Wartenberg⁠(d) a fost ucis în timpul luptelor. La mijlocul secolului al XVIII-lea, în orașe sau apărut mai multe fabrici și ateliere. Cea mai faimoasă a fost fabrica de mașini agricole a lui Melichar din Brandýs nad Labem, fondată în 1883, care a avut o recunoaștere internațională și a avut filiale în mai multe orașe europene.
În 1960, cele două orașe vecine au fost unite pentru a forma un singur oraș Brandýs nad Labem-Stará Boleslav, după ce ambele orașe au refuzat să renunțe la numele lor și să accepte unul nou.

## Transporturi
Autostrada D10 de la Praga spre Mladá Boleslav trece prin oraș.
Prin oraș trec și două căi ferate. Brandýs nad Labem se află pe linia de cale ferată Čelákovice⁠(d) – Neratovice⁠(d). Este deservită de trei stații. Stará Boleslav se află pe o linie de cale ferată care duce de la Ústí nad Labem la Lysá nad Labem.

## Cultură

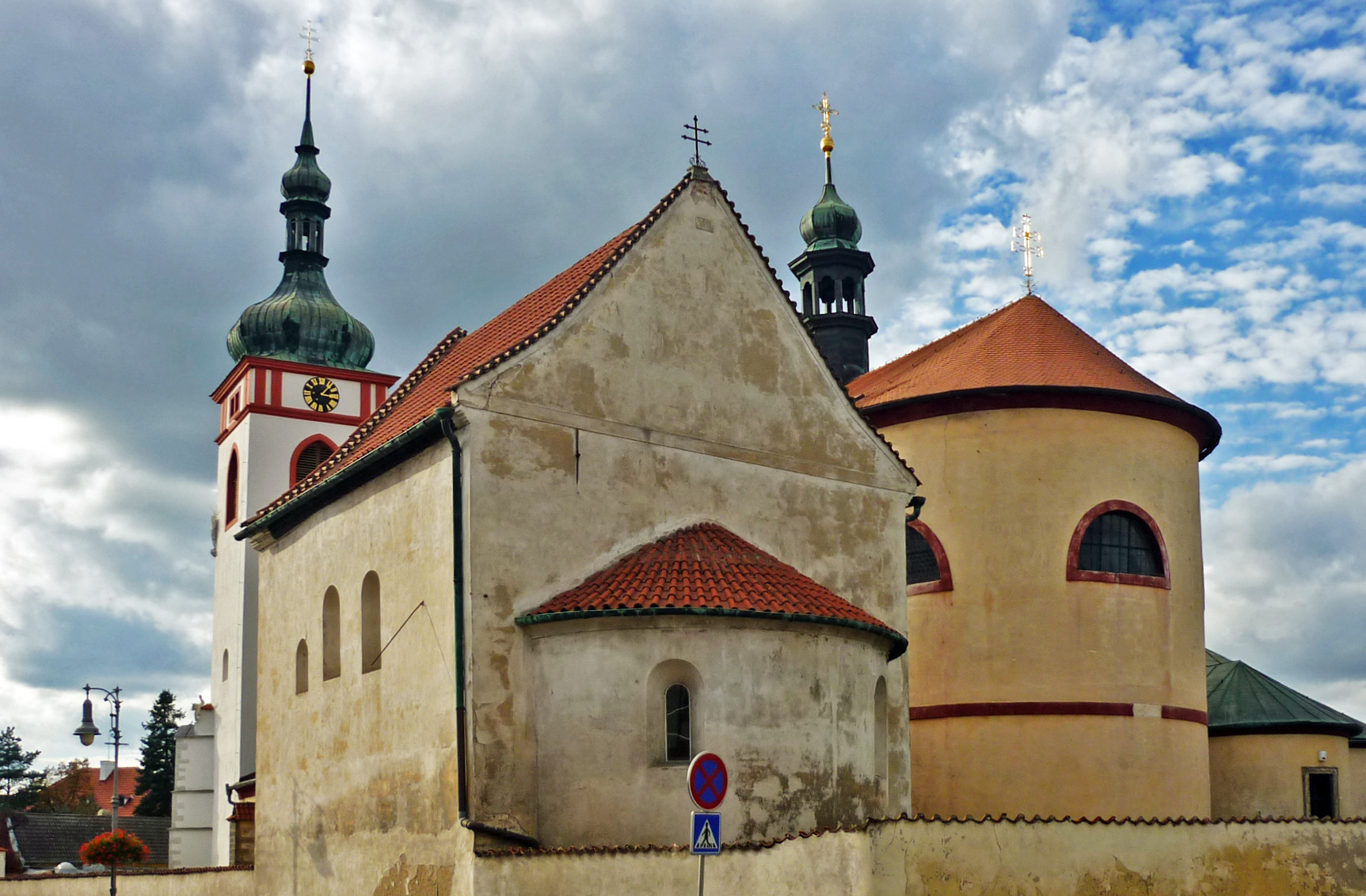
Biserica „Sfântul Venceslau” și Biserica „Sfântul Clement”

Stará Boleslav este cel mai vechi loc de pelerinaj din Boemia. Din 2003, reînnoitul Pelerinaj Național Sf. Venceslau din Stará Boleslav are loc aici în fiecare an la 28 septembrie și este cea mai mare sărbătoare oficială a Zilei Sf. Venceslau (Ziua Statalității Cehe). Cu această ocazie, în 2009 Papa Benedict al XVI-lea a vizitat Stará Boleslav, fiind primul papă din istorie care a făcut acest lucru.

## Obiective turistice

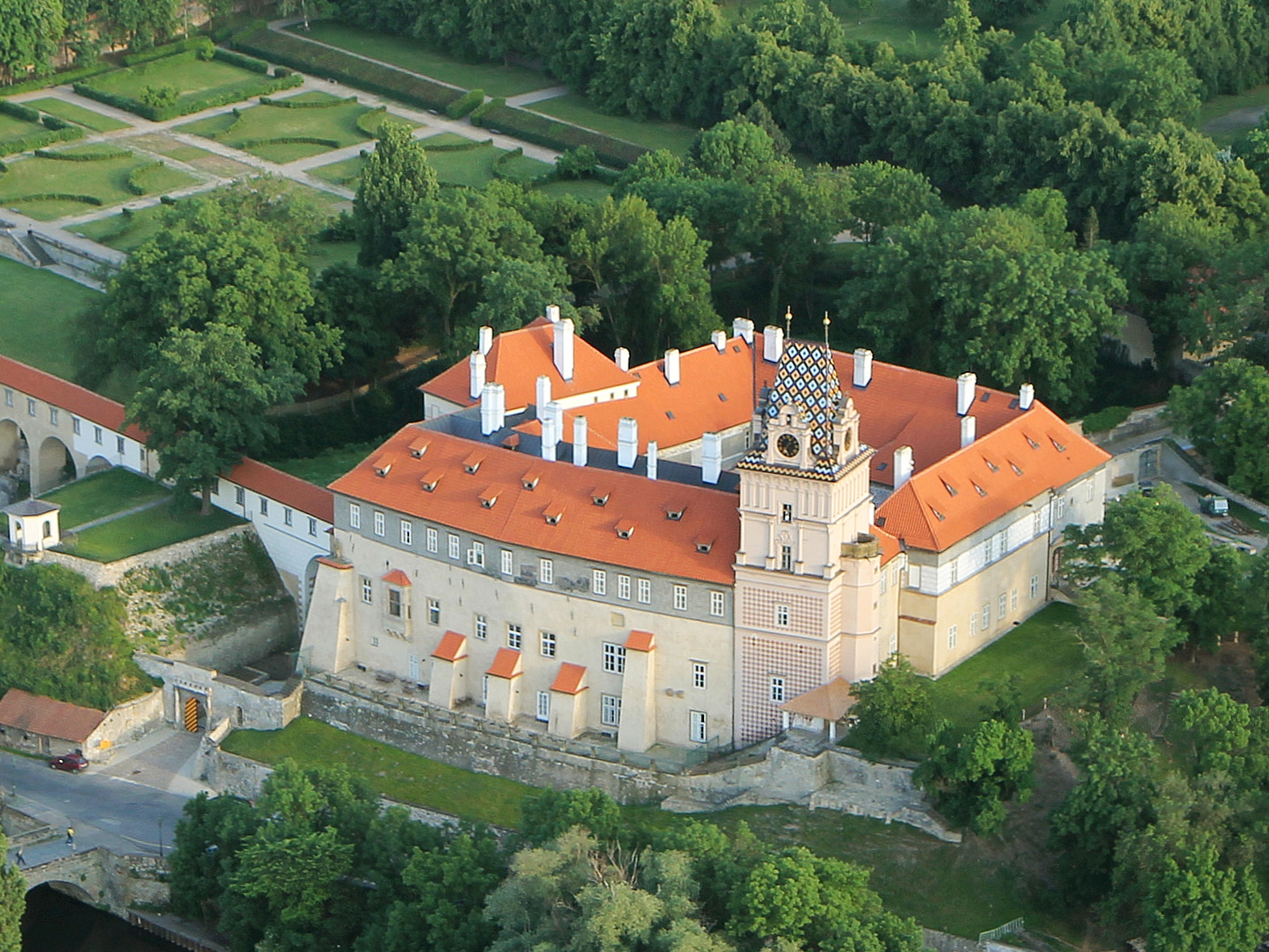
Castelul Brandýs nad Labem

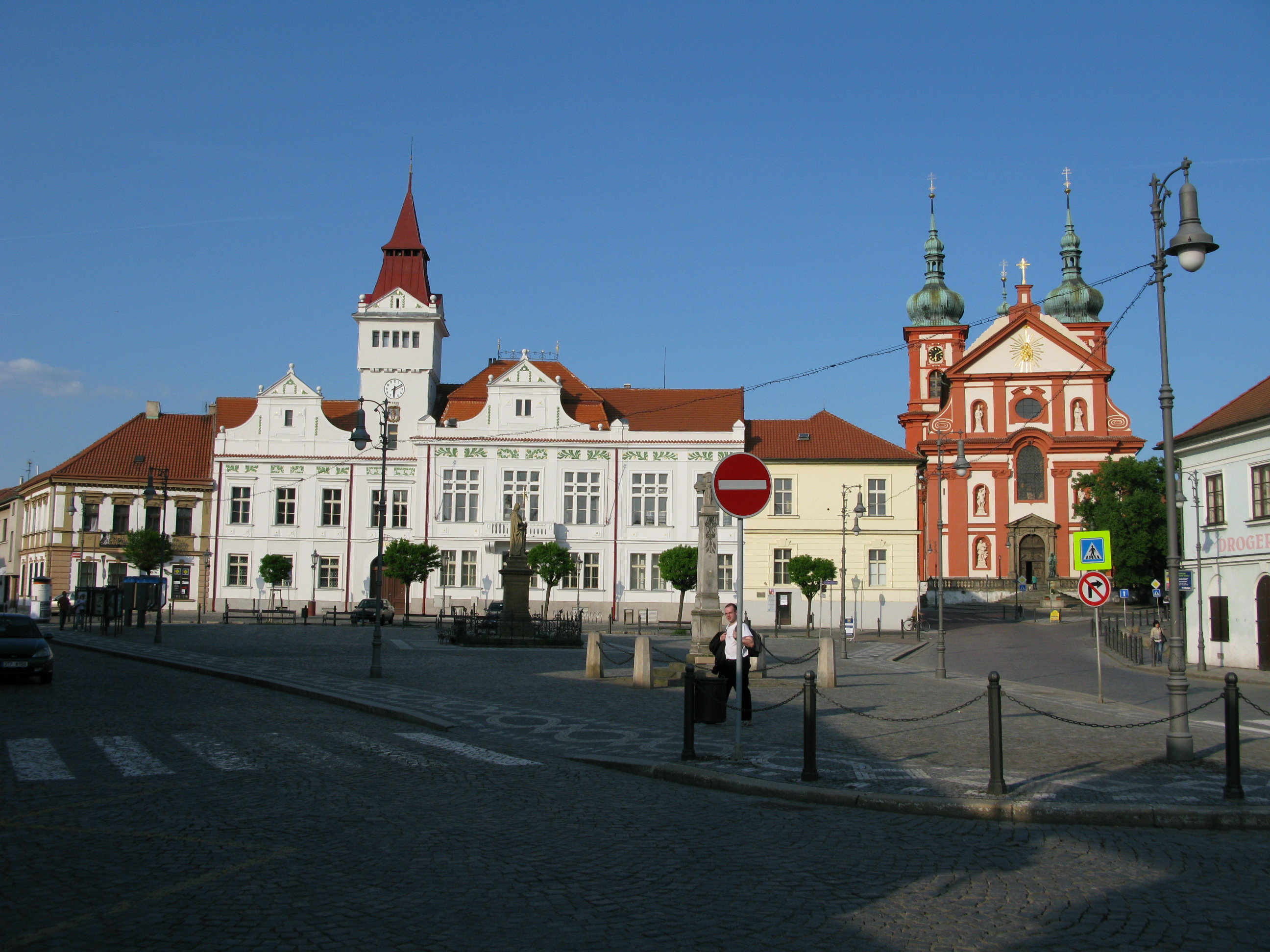
Centrul Stará Boleslav cu Biserica Adormirea Maicii Domnului

Orașul este bogat în monumente. Se găsesc mai multe obiecte importante, protejate ca monumente culturale naționale: Biserica Adormirea Maicii Domnului, Biserica Sfântul Venceslau și Biserica Sfântul Clement, Castelul Brandýs nad Labem și Paladiul Țării Boemiei.
Castelul Brandýs nad Labem a fost la început construit ca un castel gotic medieval, reconstruit ca o reședința renascentistă la mijlocul secolului al XVI-lea. Castelul se caracterizează printr-o decorație Sgraffito⁠(d) excepțional de extinsă și un parc cu un aspect renascentist păstrat. După Cetatea din Praga, acesta a fost una dintre cele mai importante reședințe habsburgice din Țările Cehe. Între 1547 și 1918, a fost vizitat de toți monarhii dinastiei Habsburgilor.
Biserica „Sfântul Venceslau” și Biserica „Sfântul Clement” reprezintă o pereche de biserici romanice importante care sunt învecinate. Zona bisericilor se găsește în locul în care a fost construit la început un gord împreună cu vechea Biserică romanică Sfinții Cosma și Damian. Biserica Sfântul Venceslau este o bazilică cu trei nave, fondată în 1039 de către ducele Bretislav I și sfințită în 1046. La sfârșitul secolului al XI-lea a fost construită alături Biserica Sfântul Clement. Este valoroasă pentru frescele sale romanice din a doua jumătate a secolului al XII-lea care înfățișează scene din viața și martiriul Sfântului Clement.
Biserica „Adormirea Maicii Domnului” este o biserică mare în stil baroc timpuriu, asociată cu mai mulți artiști de seamă. A fost construită în perioada 1613–1623 și se află pe locul clădirii mai vechi a Bisericii Fecioarei Maria și Sfântul Gheorghe, care a fost menționată pentru prima dată în jurul anului 1098. Din cauza Războiului de Treizeci de Ani, primul turn a fost construit abia în 1674–1675, iar al doilea, pe baza proiectului lui Kilian Ignaz Dientzenhofer, în 1750–1760. Altarul principal a fost ridicat în anii 1717–1723 după proiectul lui František Maxmilián Kaňka⁠(d). Decorul sculptural a fost creat în atelierul lui Matthias Braun.
Altarul principal al Bisericii „Adormirea Maicii Domnului” conține un relief gotic al Fecioarei Maria cu Pruncul numit Paladiul Țării Boemiei. Datează probabil din anii 1380 și conform legendei, originea sa este legată de Sfânta Ludmila și Sfântul Venceslau. Este unul dintre cele mai valoroase monumente mobile din țară. În secolele XVII-XX s-au făcut mai multe copii, aflate în biserici din toată Republica Cehă.
S-a păstrat o poartă a orașului, care este o rămășiță a fortificațiilor medievale din Stará Boleslav. Alte monumente din Stará Boleslav includ câteva clădiri baroc notabile cum ar fi: Capela Fericitului Podiven din 1738, care a fost proiectată de K. I. Dientzenhofer; colegiul iezuit din a doua jumătate a secolului al XVII-lea; scaunul preotului (provost) construit în 1728–1734; protopopiatul capitolar construit în 1710–1712.

## Persoane notabile
- Jan Tesánek⁠(d) (1728–1788), savant și autor de literatură științifică
- Karel Šebor⁠(d) (1843–1903), compozitor de operă
- Maria Tereza a Austriei (1862–1933), arhiducesă
- Leopold Salvator al Austriei (1863–1931), arhiduce și Prinț al Toscanei
- Bohumil Honzátko⁠(d) (1875–1950), gimnast și alergător de fond
- Antonín Bečvář⁠(d) (1901–1965), astronom
- Rudolf Kirs⁠(d) (1915–1963), violoncelist
- David Novotný⁠(d) (născut în 1969), actor
- David Rikl⁠(d) (născut în 1971), jucător de tenis
- Oto Biederman⁠(d) (născut în 1973), criminal în serie[17]
- Tomáš Votava⁠(d) (născut în 1974), fotbalist
- Marek Matějovský (născut în 1981), fotbalist
- Ondřej Synek⁠(d) (născut în 1982), canotaj, medaliat olimpic
- Michaela Uhrová⁠(d) (născută în 1982), jucătoare de baschet
- Amálie Hilgertová⁠(d) (născută în 1997), canoist la slalom
- Zuzana Čížková (născută în 1982), pictor și sculptor; a locuit aici

## Orașe înfrățite
Brandýs nad Labem-Stará Boleslav este înfrățit cu:
- Dunaivtsi, Ucraina
- Gödöllő, Ungaria
- Montescudaio, Italia

## Nume
Numele comunei este al doilea ca lungime din țară (după Nová Ves u Nového Města na Moravě) cu 32 de litere și spații.

## Galerie

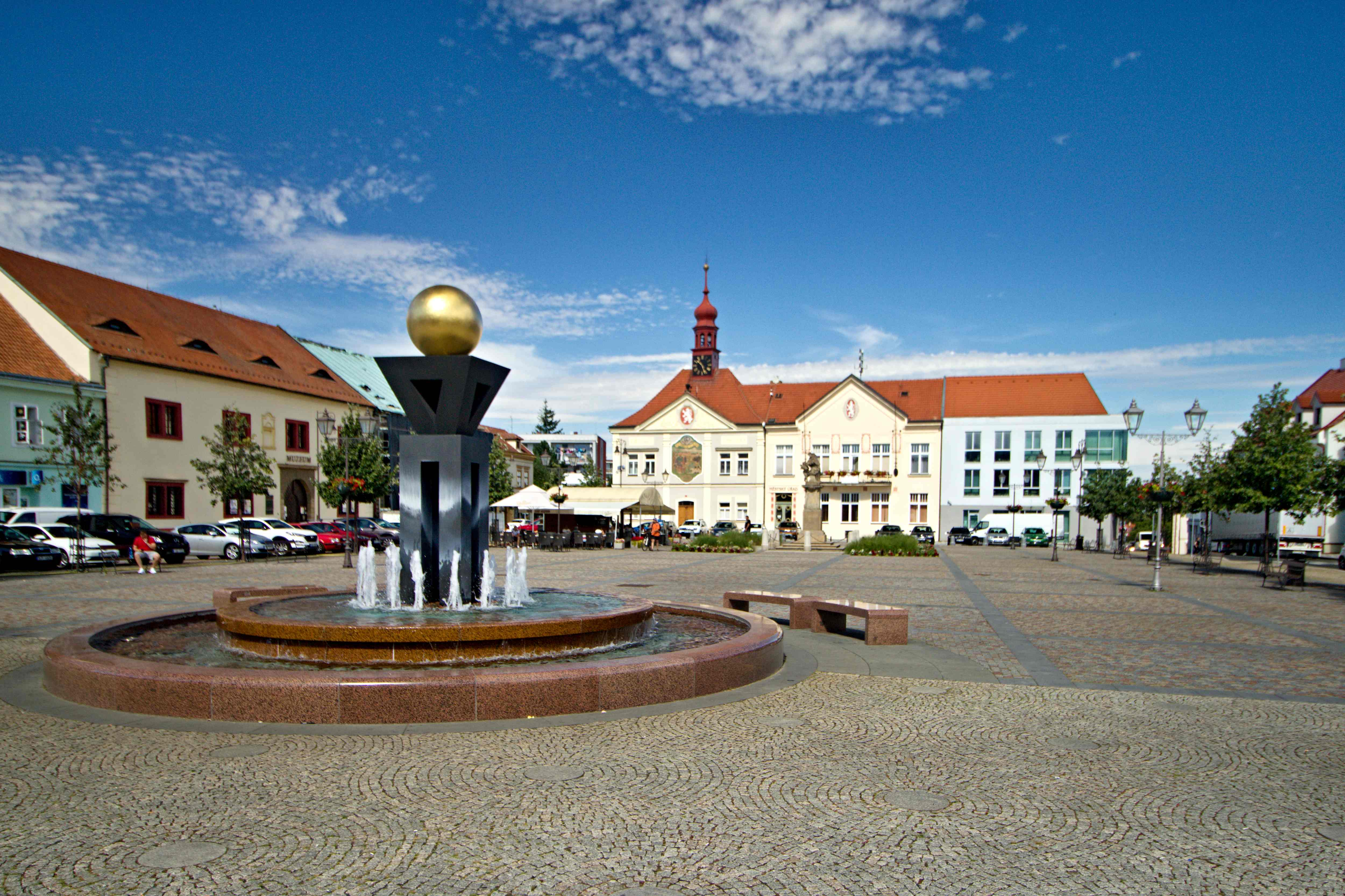
Piața Masarikovo din Brandýs nad Labem
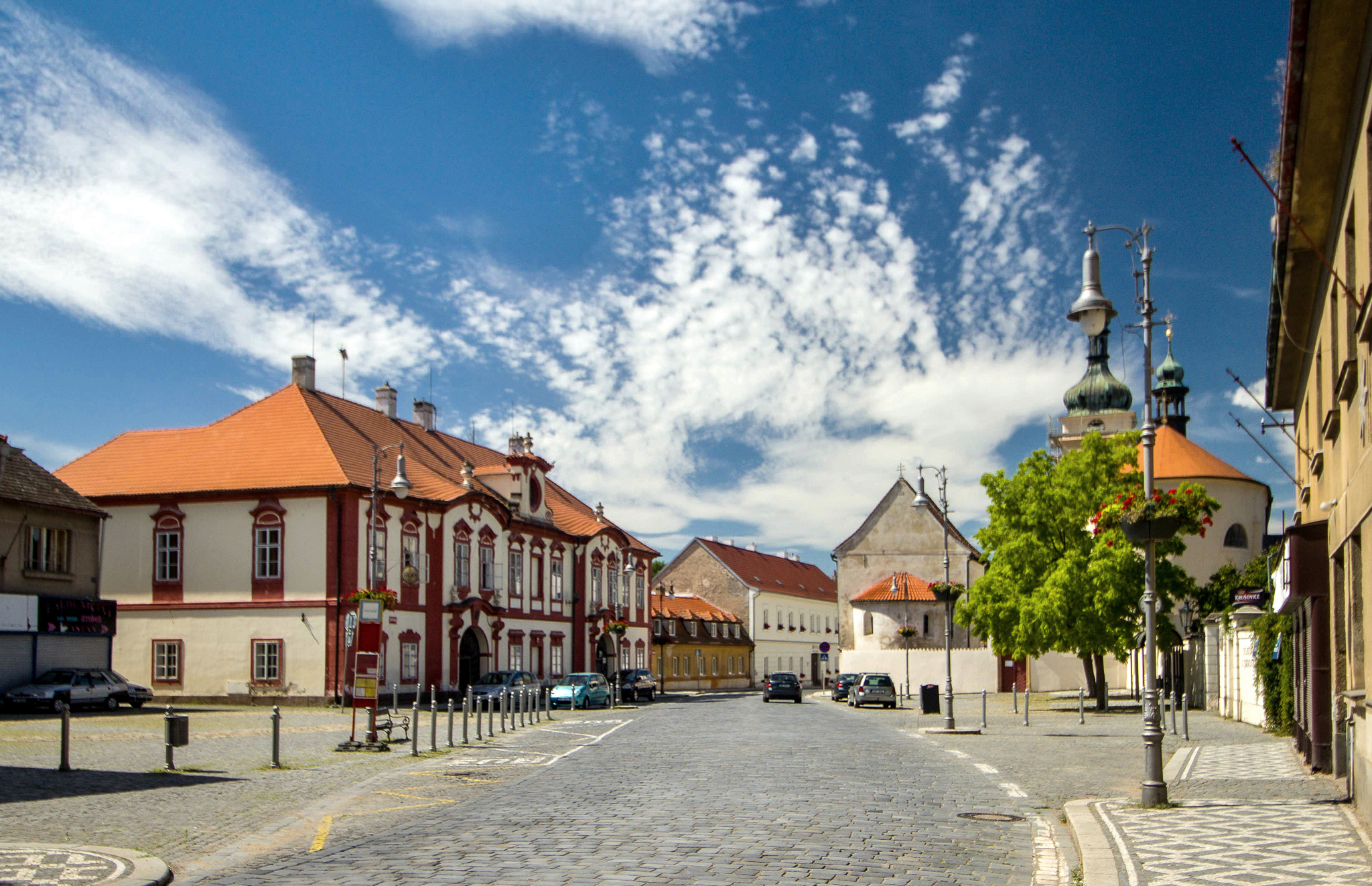
Piața Sf. Václava din Stará Boleslav
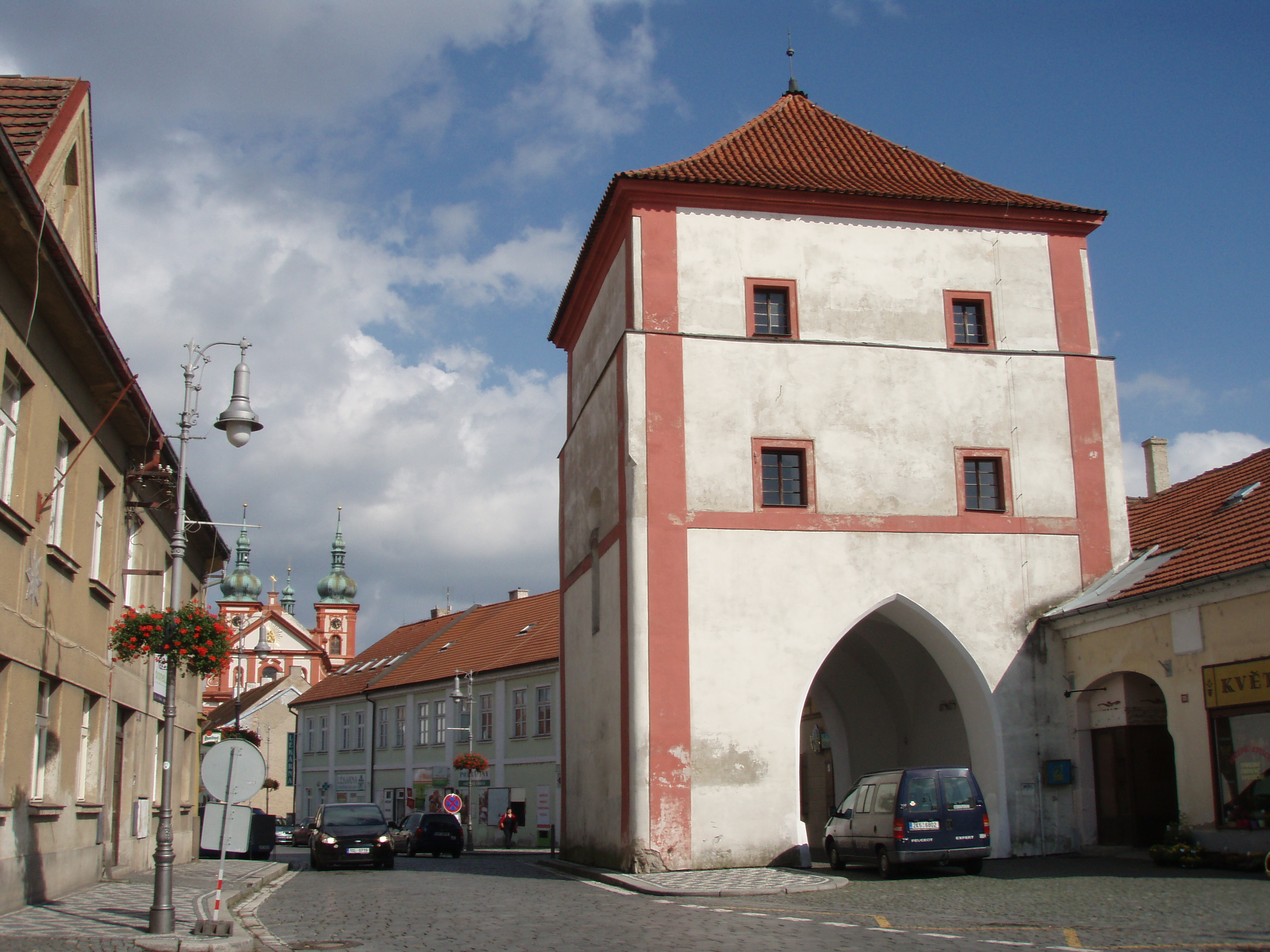
Turnul medieval din Stará Boleslav
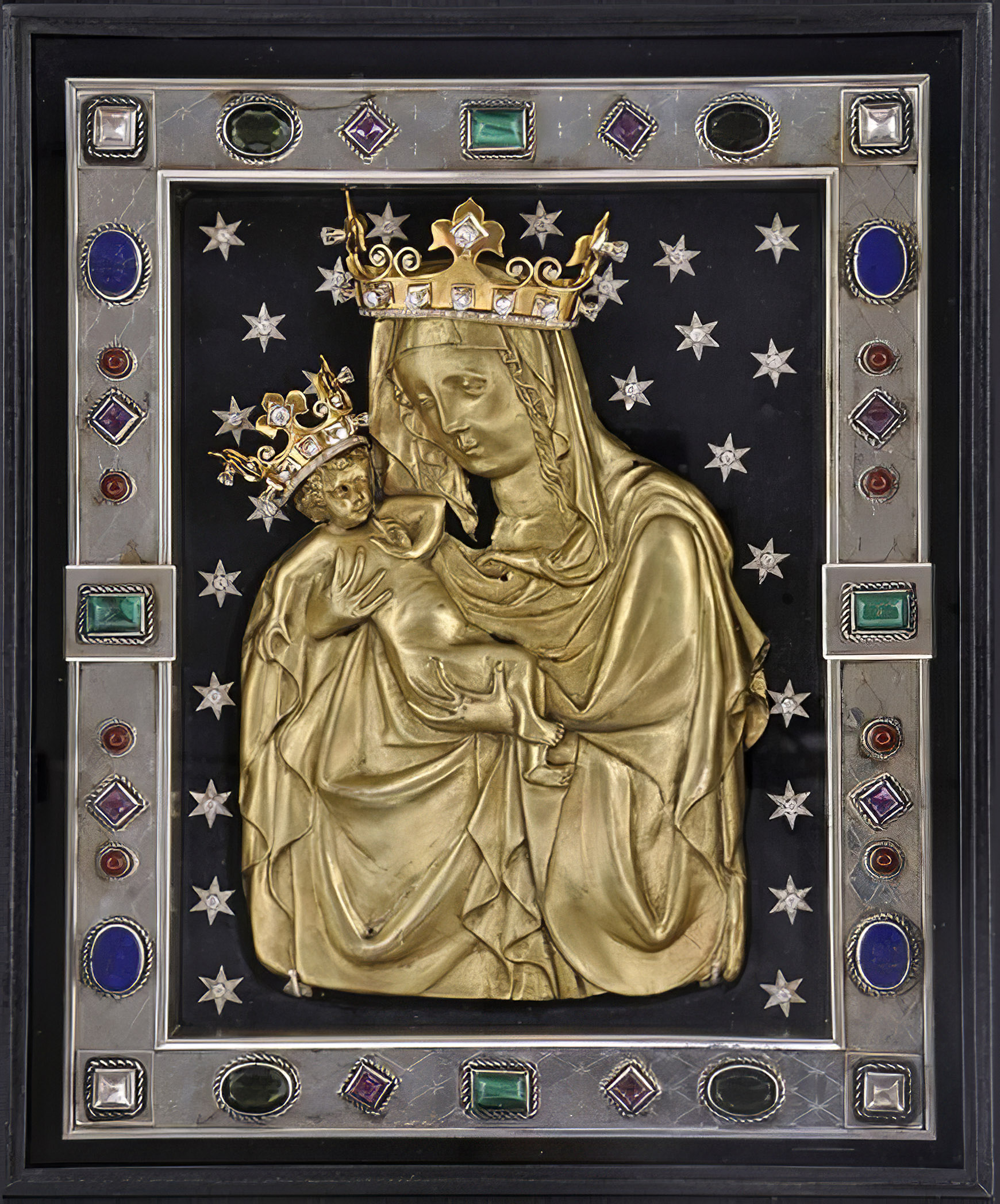
Paladiul Țării Boemiei